# 新晃西站
新晃西站是沪昆客运专线长昆段的一个高铁车站，位于中国湖南省怀化市新晃侗族自治县方家屯乡方家屯村张家湾，于2014年12月16日投入运营。该站是中国铁路广州局集团有限公司在长昆客运专线上与成都局集团的局界站。

## 停靠车次
目前每天在新晃西站停靠的车次有9列:
- G2101 長沙南—貴陽北
- G2102 貴陽北—長沙南
- G1322 貴陽北—南京南(經上海虹橋)
- G2104 貴陽北—長沙南
- G1328 貴陽北—上海虹橋
- G1321 上海虹橋—貴陽北
- G1330 貴陽北—上海虹橋
- G285 濟南西—貴陽北
- G1523 武漢—貴陽北

## 附近景区
- 凤凰古城
- 洪江古商城
- 梵净山
- 镇远古城

## 外部連結
- 中国铁路客户服务中心 （页面存档备份，存于）